# Il Bellerofonte
Il Bellerofonte (título original en italiano; en español, Belerofonte) es una ópera seria en tres actos con música de Josef Mysliveček y libreto en italiano de Giuseppe Bonecchi, basado en el mito griego de Belerofonte. Se estrenó en el Teatro de San Carlos de Nápoles el 20 de enero de 1767.
La ópera fue un encargo para festejar el cumpleaños del rey de España Carlos III y fue precedida en la representación de una cantata compuesta por el mismo compositor. El éxito obtenido en el Teatro San Carlos llevó a posteriores representaciones, entre las cuales destacan la de 7 de mayo de 1767 en Siena y la del año 1768 en Praga, la cual glorificó Mysliveček  como compositor de fama incluso en su ciudad natal. Entre los cantantes de la época que destacaron con este trabajo se recuerdan a Anton Raaff y Caterina Gabrielli.
La primera y única grabación de esta ópera se produjo en el año 1987 bajo Zoltan Pesko con el Coro Filarmónico Checo y de la Orquesta de Cámara de Praga.